# 29Qのうた
『29Qのうた』（にくキューのうた）は、日本の楽曲。作詞：藤林聖子、作曲・編曲：佐々木章、歌：つるの剛士。

## 概要
NHK『みんなのうた』の2014年4月から5月までの楽曲。
肉球に関する動物をまとめた歌。
つるの初の『みんなのうた』出演作。
『みんなのうた』では、5分間1曲枠で放送された。
映像はアニメーションで、藤浦亜希がキャラクターデザインを担当し、鈴木哲が手掛けた。
2ヶ月間放送した後、2014年6月から7月まで『みんなのうたお楽しみ枠』で再放送となった。
楽曲は、2014年8月20日に発売された『ちゅるのうた3』に収録されている。